# 齿冠紫堇
齿冠紫堇（学名：Corydalis bulleyana sp. bulleyana）为罂粟科紫堇属下的一个亚种。

## 概述
齿冠紫堇为毛草本，主根明显，粗大，长达15厘米，上部粗约0.5厘米，具少数分枝及稀疏的纤维根；根茎长且粗壮，匍匐，密被残枯的叶基。茎2-4，多分枝。花果期为五月至八月。主产云南西北部（丽江、鹤庆、大理），生于海拔2 200一3 400米的石灰岩流石滩草丛中。当地纳西族人用作退热、解毒及镇痛药物。从全草中分出23个异喹啉生物碱，其中7个是新化合物，均为微量成分。

## 扩展阅读
- 維基物種上的相關：齿冠紫堇